# Julen Agirrezabala
Julen Agirrezabala Astúlez (Rentería, Guipúzcoa, España, 26 de diciembre de 2000) es un futbolista español que juega de portero en el Valencia C. F.  de la Primera División de España.

## Trayectoria

### Inicios y llegada a Lezama
Natural de Errenteria, empezó a jugar en el Touring KE de dicha localidad en 2011. Tres años más tarde, se incorporó al Antiguoko KE de la capital guipuzcoana donde también se formaron futbolistas de la talla de Aritz Aduriz, Arteta, Iraola, Zubimendi o Xabi Alonso.En esta etapa realizó varios entrenamientos con la Real Sociedad, que no se decidió a su incorporación.
Tras cuatro temporadas en el club donostiarra, firmó por el Athletic Club en 2018 para incorporarse a su equipo juvenil. Un año más tarde promocionó a su segundo filial, el CD Basconia de tercera división. De cara a la campaña 2020-21 se incorporó al Bilbao Athletic de la segunda división B. En su primer partido en la categoría fue clave en la victoria ante el Club Portugalete (2-3) al detener un penalti. Debido a su buen rendimiento en el filial, en marzo de 2021, renovó su contrato hasta junio de 2025.

### Athletic Club
En junio de 2021, tras la marcha de Iago Herrerín, el club rojiblanco anunció que sería uno de los cinco futbolistas que realizaría la pretemporada con el Athletic Club de Marcelino. El 16 de agosto debutó en primera división, frente al Elche CF (0-0) en el estadio Martínez Valero, convirtiéndose en el cuarto portero más precoz en debutar en el Athletic Club en el último medio siglo.Durante la temporada fue titular en los duelos de Copa del Rey, por delante de Unai Simón, aunque siguió jugando los fines de semana con el Bilbao Athletic.Con el club rojiblanco cayó en semifinales de Copa ante el Valencia CF, después de haber eliminado al FC Barcelona y al Real Madrid en las dos rondas anteriores.
De cara a la temporada 2022-23 pasó a tener ficha del primer equipo.Además, al igual que Marcelino, Ernesto Valverde le dio la titularidad en Copa del Rey, donde fueron nuevamente eliminados en semifinales por Osasuna.En la campaña 2023-24 continuó como titular en la competición copera. En el camino a la final destacaron sus actuaciones en octavos de final frente al Alavés y en semifinales frente al Atlético de Madrid.El 6 de abril fue nuevamente decisivo en la final de Copa, frente al RCD Mallorca (1-1), al detener un mano a mano a Cyle Larin al comienzo de la segunda parte y, también, un penalti a Morlanes en la tanda (4-2), logrando así su primer título copero.Al término de la temporada renovó su contrato hasta junio de 2027, ampliable hasta 2029.
El 16 de julio sufrió una triple fractura lumbar en un entrenamiento, que le impidió jugar las dos primeras jornadas de Liga.Tras recuperarse, se asentó en la titularidad tanto en Liga ― hasta la vuelta de Unai Simón―  como en Liga Europa, donde jugó trece encuentros.El 4 de diciembre le detuvo un penalti a Kylian Mbappé, en San Mamés, en el triunfo ante el Real Madrid (2-1).Un mes después fue decisivo en la tanda de penaltis de dieciseisavos de final de Copa, frente a la UD Logroñés, al parar un lanzamiento.Acabó la temporada con casi treinta partidos jugados, superando así los partidos disputados en las dos campañas anteriores.

## Selección nacional
El 26 de agosto de 2021 fue convocado por la selección española sub-21 para disputar dos partidos clasificatorios para la Eurocopa sub-21. El 8 de octubre debutó como titular en el triunfo ante Eslovaquia (3-2) en La Cartuja. El 2 de junio de 2023 fue convocado por la selección española sub-21 para disputar la Eurocopa Sub-21 de 2023 en Georgia y Rumanía. En dicho torneo fue suplente de Arnau Tenas, si bien jugó el tercer partido de la fase de grupos frente a Ucrania.

### Participación en Eurocopas
| Eurocopa                | Sede              | Resultado  |
| ----------------------- | ----------------- | ---------- |
| Eurocopa Sub-21 de 2023 | Georgia y Rumania | Subcampeón |

## Vida personal
Es hijo del expolítico Juanjo Agirrezabala Mantxola, que fue portavoz de Eusko Alkartasuna (2010-2012) y vicepresidente primero del Parlamento Vasco entre 2012 y 2016.

## Estadísticas

### Clubes
Actualizado al último partido disputado el 7 de noviembre de 2024.
| C. D. Basconia · España               | 3.ª           | 2019-20       | 19 | 19 | ―  | ―  | ―  | ―  | 19  | 19  |
| C. D. Basconia · España               | 3.ª           | 2020-21       | 1  | 0  | ―  | ―  | ―  | ―  | 1   | 0   |
| C. D. Basconia · España               | Total club    | Total club    | 20 | 19 | 0  | 0  | 0  | 0  | 20  | 19  |
| Bilbao Athletic · España              | 2.ª B         | 2020-21       | 14 | 12 | ―  | ―  | ―  | ―  | 14  | 12  |
| Bilbao Athletic · España              | 1.ª F         | 2021-22       | 27 | 33 | ―  | ―  | ―  | ―  | 27  | 33  |
| Bilbao Athletic · España              | Total club    | Total club    | 41 | 45 | 0  | 0  | 0  | 0  | 41  | 45  |
| Athletic Club · España                | 1.ª           | 2021-22       | 4  | 5  | 5  | 4  | ―  | ―  | 9   | 9   |
| Athletic Club · España                | 1.ª           | 2022-23       | 8  | 6  | 7  | 4  | ―  | ―  | 15  | 10  |
| Athletic Club · España                | 1.ª           | 2023-24       | 4  | 4  | 8  | 4  | —  | —  | 12  | 8   |
| Athletic Club · España                | 1.ª           | 2024-25       | 14 | 9  | 2  | 3  | 13 | 17 | 29  | 29  |
| Athletic Club · España                | Total club    | Total club    | 30 | 24 | 22 | 15 | 13 | 17 | 65  | 56  |
| Valencia CF                           | 1.ª           | 2025-26       | 1  | 1  | 0  | 0  | —  | —  | 1   | 1   |
| Valencia CF                           | Total club    | Total club    | 1  | 1  | 0  | 0  | 0  | 0  | 1   | 1   |
| Total carrera                         | Total carrera | Total carrera | 92 | 89 | 22 | 15 | 13 | 17 | 127 | 120 |
| (1) Hace referencia a goles encajados |               |               |    |    |    |    |    |    |     |     |

## Palmarés

### Campeonatos nacionales
| Título       | Equipo        | País   | Año  |
| ------------ | ------------- | ------ | ---- |
| Copa del Rey | Athletic Club | España | 2024 |

### Trofeos regionales
| Título                 | Equipo        | Comunidad autónoma | Año  |
| ---------------------- | ------------- | ------------------ | ---- |
| Euskal Herriko Txapela | Athletic Club | País Vasco         | 2022 |
| Euskal Herriko Txapela | Athletic Club | País Vasco         | 2024 |

### Reconocimientos individuales
| Distinción                                        | Año  |
| ------------------------------------------------- | ---- |
| Seleccionado en el Once de Plata del Fútbol Draft | 2021 |